# Бен-Балбен
Бен-Балбен (англ. Ben Bulben, ирл. Binn Ghulbain) — столовая гора в Ирландии.
Гора Бен-Балбен находится в графстве Слайго, на крайнем северо-западе Ирландии, в 10 километрах севернее города Слайго. Высота горы составляет 527 метров. Бен Балбен возвышается над всем графством Слайго и является его символом. Наряду с Нокнари и Кроаг Патрик, Бен Балбен входит в число 3 известнейших гор Ирландии. Согласно ирландским легендам, на этой горе обитал чудовищный кабан из Бен Балбена, которого убил Диармайд и захоронил в холме Лех-на-муике, близ Драмклиффа. В Драмклиффе, у подножия Бен Балбен, согласно его желанию, похоронен великий ирландский поэт У. Б. Йейтс.

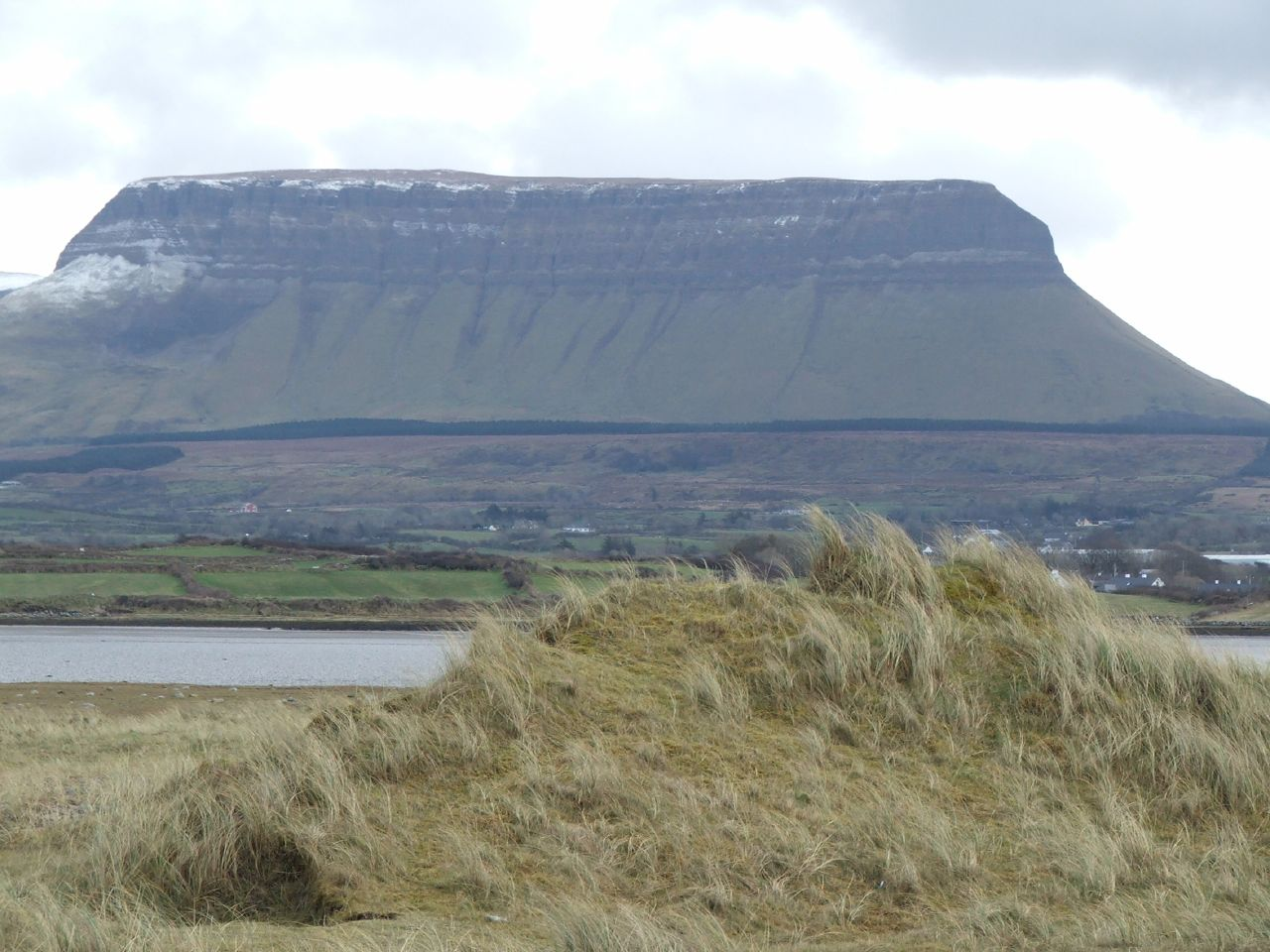

Свой нынешний вид гора получила в период последнего Великого оледенения. Первоначально она имела высокий «горб», который был срезан ползущим ледником. Бен-Балбен сложен практически полностью из известняковых пород. Возраст горообразования составляет более 320 миллионов лет.